# تشخيص بأثر رجعي
التشخيص بأثر رجعي (بالإنجليزية: Retrospective diagnosis) (أيضا تشخيص مُرجّع أو تشخيص بعد الوفاة) هو ممارسة للتعرف على مرض ما بعد وفاة المريض (في بعض الأحيان في صورة تاريخية) باستخدام المعرفة الحديثة، وأساليب وتصنيف الأمراض. بدلا من ذلك، يمكن أن يكون محاولة عامة لإعطاء اسم حديث لمرض أو طاعون قديم غير محدد التعريف.

## الأبحاث التاريخية
يمارَس التشخيص بأثر رجعي من قبل المؤرخين الطبيين والمؤرخين العامين ووسائل الإعلام بدرجات متفاوتة من الدراسات. في أسوأ الأحوال، قد يصبح «أكثر قليلا من مجرد لعبة، مع قواعد غير محددة بوضوح ومصداقية أكاديمية قليلة». تتطلب هذه العملية غالباً «الترجمة بين العوالم اللغوية والمفاهيمية المنفصلة بعدة قرون»،  وتفترض مفاهيم الأمراض الحديثة الخاصة بنا وتميز الفئات. فشلت المحاولات الأولية في التشخيص بأثر رجعي في أن تكون حساسة للسياق التاريخي، قد تتعامل مع السجلات التاريخية والدينية كدليل علمي، أو تنسب علم الأمراض إلى سلوكيات لا تتطلب ذلك. قد يساعد فهم تاريخ المرض في الاستفادة من العلم الحديث. على سبيل المثال، يمكن استخدام معرفة ناقلات الحشرات للملاريا والحمى الصفراء لشرح التغيرات في مدى تلك الأمراض الناتجة عن التفريغ أو التحضر في العصور التاريخية.
تم الاستهزاء بممارسة التشخيص بأثر رجعي في محاكاة ساخرة، حيث يتم «تشخيص» شخصيات من الخيال. السنجاب «نوتكين» الذي قد يكون لديه متلازمة توريت  و «تيم الصغير» الذي يمكن أن يكون قد عانى من الحماض الأنبوبي الكلوي البعيد (من النوع الأول)

## تشخيص بعد الوفاة
يعتبر تشخيص التشريح بعد الوفاة أداة بحث، وكذلك ممارسة للتحكم في الجودة  ويسمح بتقييم أداء تعريفات الحالة السريرية.
يستخدم مصطلح التشخيص بأثر رجعي في بعض الأحيان من قبل أخصائي علم الأمراض السريري ليصف التشخيص الطبي في الشخص الذي أمضى بعض الوقت بعد أن تم شفاء المرض الأصلي أو بعد الوفاة. في مثل هذه الحالات، قد يؤدي تحليل عينة مادية إلى تشخيص طبي مؤكد. تضمن البحث عن أصل الإيدز تشخيص بعد الوفاة في الأشخاص الذين ماتوا قبل عقود من اكتشاف المرض لأول مرة. مثال آخر هو تحليل نسيج الحبل السري الذي تم الحفاظ عليه للتمكن من تشخيص العدوى الخلقية بفيروس المضخم للخلايا في مريض أصيب لاحقاً باضطراب في الجهاز العصبي المركزي.

## أمثلة
- هل كان العرَق الإنجليزي ناتجًا عن فيروس هانتا؟ [3]
- كان الموت الأسود بسبب الطاعون الدَبِلي؟ [5]
- كان «مرض الجدري العظيم» هو الزهري أو العديد من الأمراض التناسلية؟ [3]
- هل مات نابليون من سرطان المعدة، أم أنه تسمم بالزرنيخ؟[12]
- هل كان مرض فرانكلين دي روزفلت الشللي هو متلازمة جيليان باري بدلا من التهاب النخاع الشوكي؟ [13]
- هل تسبب التسمم الغذائي في الرؤى الدينية التي عاشها جوليان نورويتش؟ [5]
- هل ظهرت لدى الملك جورج الثالث من المملكة المتحدة الأعراض التقليدية للبورفيريا؟ [14]
- هل عانى ابراهام لنكولن من متلازمة مارفان؟[15]
- هل كان لدى كارل ماركس التهاب الغدد العرقية القيحي ؟[16]
- هل توفي بورك وويلز بتسمم ثياميناز؟ [17]
- هل عانى توت عنخ آمون من متلازمة كليبل-فيل؟[18]